# Jörg Seiler
Jörg Seiler (* 1966 in Stuttgart-Bad Cannstatt) ist ein deutscher katholischer Kirchenhistoriker. 

## Leben
Nach dem Zivildienst von 1987 bis 1989 im Alten- und Pflegeheim Staigacker in Backnang studierte Seiler an der Universität Würzburg katholische Theologie (Diplom-Theologe) (1989–1994) und Geschichte (MA) (1990–1996). Im November 1996 wurde er wissenschaftlicher Mitarbeiter an der Professur für Kirchengeschichte der Johann Wolfgang Goethe-Universität Frankfurt am Main bei Hubert Wolf. Von 2000 bis 2002 absolvierte er eine Ausbildung zum Systemischen Berater. 2003 wurde er mit einer Arbeit zum Deutschen Orden bei Klaus Ganzer in Würzburg zum Dr. theol. promoviert. Die Dissertation wurde mit dem Preis der unterfränkischen Gedenkjahrstiftung für Wissenschaft ausgezeichnet. Im Dezember 2002 wurde er Marketingassistent im Buchladen Neuer Weg in Würzburg. Im Oktober 2003 wurde er zum Juniorprofessor für Kirchengeschichte an der Universität Koblenz-Landau berufen. Ab Oktober 2009 unterrichtete er als Lehrer am Gymnasium Oberursel (Religion, Geschichte, Latein). Ab Februar 2011 leitete er das Amt für katholische Religionspädagogik in Frankfurt am Main. Ab April 2015 vertrat er an der Universität Erfurt die Professur für Kirchengeschichte des Mittelalters und der Neuzeit, die er im Juni 2015 übernahm. Im Herbst 2019 wurde er zum Dekan der Theologischen Fakultät in Erfurt gewählt.

## Schriften (Auswahl)
- als Herausgeber mit Hubert Wolf: Das Katholische Sonntagsblatt (1850–2000). Württembergischer Katholizismus im Spiegel der Bistumspresse. Schwabenverlag, Ostfildern 2001, ISBN 3-7966-1040-4.
- Der Deutsche Orden in Frankfurt. Gestalt und Funktion einer geistlich-ritterlichen Institution in ihrem reichsöffentlichen Umfeld (= Quellen und Studien zur Geschichte des Deutschen Ordens. Band 61). Elwert, Marburg 2003, ISBN 3-7708-1233-6 (zugleich Dissertation, Würzburg 2001).
- als Herausgeber: Matthias Laros (1882–1965). Kirchenreform aus dem Geiste Newmans (= Quellen und Studien zur neueren Theologiegeschichte. Band 8). Pustet, Regensburg 2009, ISBN 978-3-7917-2210-8.
- als Herausgeber mit Sebastian Holzbrecher, Julia Knop und Benedikt Kranemann: Revolte in der Kirche? Das Jahr 1968 und seine Folgen. Herder, Freiburg/Basel/Wien 2018, ISBN 978-3-451-38065-5.
- als Herausgeber: Literatur – Gender – Konfession. Katholische Schriftstellerinnen. Bd. 3: Katholischer Literaturstreit, ‚Hochland‘ und München als Referenzpunkte. Regensburg, Pustet 2024, ISBN 978-3-7917-3468-2.